# Saint Jean l'Évangéliste et Saint Augustin
Saint Jean l'Évangéliste et saint Augustin est une peinture religieuse du Pérugin, datant de 1502-1512 environ, et conservée au Musée des Augustins de Toulouse.

## Histoire
Le tableau provient du polyptyque de Sant'Agostino, une peinture religieuse du Pérugin, réalisée pendant la période tardive du peintre de 1502 à 1512 environ, placée côté nef, en pendant avec Saint Herculan et saint Jacques le Majeur  et surmonté par l'Archange Gabriel, conservé au Louvre. 
L'exécution a été en grande partie réalisée par l'atelier du Pérugin et le tableau n'était pas achevé en 1523 année de la mort de l'artiste. 
Le manque d'espace autour des deux saints est dû au fait que le panneau a été coupé, probablement lors du démembrement du retable en 1648.
Le tableau fait partie d'une  réquisition de six panneaux par les troupes françaises (1803) et est devenue propriété de la commune de Toulouse en 2004.

## Thème
La représentation, selon l'iconographie chrétienne, est celle de deux saints martyrs, conjoints dans le même tableau : saint Jean l'Évangéliste et saint Augustin.

## Description
Les deux personnages sont présentés alignés, tournés vers la droite sur un arrière-plan large et lumineux.
Saint Augustin est représenté à droite du tableau debout, vêtu d'un habit d'évêque rouge et noir, coiffé de sa mitre, tenant la crosse de sa main droite et un livre fermé de la gauche, regardant vers le sol et tournant le dos à saint Jean. 
À gauche du tableau, saint Jean l'Évangéliste, debout, pieds nus, portant une fine auréole, tient de sa main gauche un livre ouvert sur son ventre. De l'index de la main droite il indique la page en regardant vers la gauche à l'opposé de saint Augustin.
Les deux personnages sont vêtus de riches vêtements comme en témoignent les broderies et les couleurs marquées contrastant avec l'arrière-plan constitué par un paysage pauvre en végétation qui s'étale avec une série de monts et collines et qui se dégrade dans le lointain selon les règles de la perspective atmosphérique.
À leurs pieds on note des plantes détaillées typique du Pérugin.

## Analyse
Les deux saints dans une composition linéaire sont idéalisés et pleins d'une monumentalité marquée par la pureté des volumes des vêtements aux larges plis, dans lesquels joue la lumière. Ils incarnent l'un l'éternelle jeunesse et l'autre la force de l'intellect. Cette conception de la beauté idéale, la qualité monumentale des figures ainsi que leur intégration dans le paysage sont propres au Pérugin.
Le dessin est clair et bien défini, les lignes liantes, la composition sereine et plaisante. Les figures possèdent une idéalisation parfaite. Elles ne sont pas issues de l'étude du naturel mais plutôt de l'esthétique des développements artistiques du XVIe siècle.

## Sources
- base Arcade
- Notice no 05620000352, sur la plateforme ouverte du patrimoine, base Joconde, ministère français de la Culture.